# بابی براون
 بابی براون (انگلیسی: Bobby Brown؛ زادهٔ ۵ فوریهٔ ۱۹۶۹) یک موسیقی‌دان اهل ایالات متحده آمریکا است. او همسر ویتنی هیوستون بوده است.